# Mamma Mia (ABBA)
Mamma Mia è un singolo del gruppo musicale svedese ABBA, pubblicato nel 1975 come estratto dall'album ABBA.

## Descrizione
Il titolo è un'esclamazione italiana legata a un innamoramento che rimane molto forte nonostante i tanti inganni e tradimenti che l'uomo ha compiuto nei confronti della compagna Lana, che lo ha lasciato non senza rimpianti.
L'interesse sempre maggiore degli ascoltatori indusse alla pubblicazione del singolo nell'inverno del 1975-1976, uscito dapprima in Australia e successivamente nel Regno Unito, dove il singolo balzò al primo posto delle classifiche. Fu pubblicato nel gennaio 1976 anche negli Stati Uniti ma occorsero venti settimane per entrare nella classifica della Billboard Hot 100, raggiungendo come massimo la trentaduesima posizione.
Già molto popolare nella natale Svezia, Mamma Mia fu uno dei primi singoli a sfondare anche nell'isola britannica. Gli Stati Uniti accolsero l'uscita del singolo meno calorosamente. In Italia la canzone comparve come lato B di S.O.S., conquistando una popolarità di riflesso negli anni seguenti al pari dello stesso lato A. In Australia gli ABBA divennero talmente celebri che si diffuse la voce che almeno un terzo della popolazione aveva comprato almeno un disco del gruppo: Mamma Mia si posizionò al primo posto della classifica per dieci settimane (record bissato dal singolo successivo, Fernando). Il disco giunse ai primi posti della classifica anche in Svizzera, Germania Ovest e Irlanda ed entrò nella top 10 in Nuova Zelanda, Norvegia, Belgio, Sudafrica e anche in altre nazioni 

## Tracce
Singolo Europa
Lato A
1. Mamma Mia – 3:32 (Andersson, Ulvaeus, Stig Anderson)

Lato B
1. Intermezzo No. 1 – 3:48 (Andersson, Ulvaeus)

Singolo Regno Unito
Lato A
1. Mamma Mia – 3:32 (Andersson, Ulvaeus, Stig Anderson)

Lato B
1. Tropical Loveland – 3:05 (Andersson, Ulvaeus, Anderson)

## Cover
Una versione spagnola di Mamma Mia è stata inclusa nell'album uscito nel 1980, Gracias Por La Música. Nell'edizione 1994/95 è stata eseguita all'interno della trasmissione televisiva Non è la RAI dalle cantanti Loredana Maiuri e Stefania Del Prete e interpretata sul palco da Shaila Risolo e Valentina Abitini, successivamente inserita nella compilation Non è la Rai gran finale. Nel 2008 l'attrice Meryl Streep ha reinterpretato il singolo per il film Mamma Mia!. La traccia è presente nella colonna sonora Mamma Mia! The Movie Soundtrack. Inoltre il cast della serie televisiva statunitense Glee ha realizzato una cover.
La canzone viene parodiata nella trasmissione 610 in onda su Radio2, la quale ha inventato una fantomatica Radio Mammamia, ossia una radio che passa 24 ore su 24 solo Mamma Mia degli Abba.